# Junta Nacional da Cortiça
A Junta Nacional da Cortiça, foi um organismo de coordenação económica do regime corporativo do Estado Novo, criada pelo Decreto-Lei n.º 27 164, de 6 de Novembro de 1936, com um âmbito alargado de actuação na política de produção e comércio da produtos corticeiross, visando a defesa económica do sector corticeiro, a regularização dos preços e a melhoria da qualidade dos produtos.